# IMMP2L
IMMP2L (англ. Inner mitochondrial membrane peptidase subunit 2) – білок, який кодується однойменним геном, розташованим у людей на короткому плечі 7-ї хромосоми. Довжина поліпептидного ланцюга білка становить 175 амінокислот, а молекулярна маса — 19 718.
| 10         |  | 20         |  | 30         |  | 40         |  | 50         |
| ---------- |  | ---------- |  | ---------- |  | ---------- |  | ---------- |
| MAQSQGWVKR |  | YIKAFCKGFF |  | VAVPVAVTFL |  | DRVACVARVE |  | GASMQPSLNP |
| GGSQSSDVVL |  | LNHWKVRNFE |  | VHRGDIVSLV |  | SPKNPEQKII |  | KRVIALEGDI |
| VRTIGHKNRY |  | VKVPRGHIWV |  | EGDHHGHSFD |  | SNSFGPVSLG |  | LLHAHATHIL |
| WPPERWQKLE |  | SVLPPERLPV |  | QREEE      |  |            |  |            |

A: Аланін

C: Цистеїн

D: Аспарагінова кислота

E: Глутамінова кислота

F: Фенілаланін

G: Гліцин

H: Гістидин

I: Ізолейцин

K: Лізин

L: Лейцин

M: Метіонін

N: Аспарагін

P: Пролін

Q: Глутамін

R: Аргінін

S: Серин

T: Треонін

V: Валін

W: Триптофан

Кодований геном білок за функціями належить до гідролаз, протеаз. 
Задіяний у такому біологічному процесі, як альтернативний сплайсинг. 
Локалізований у мембрані, мітохондрії, внутрішній мембрані мітохондрії.